# اندیس طار (خاک صنعتی)
طار (خاک صنعتی) یک اندیس غیرفلزی است که در حوالی شهر صح استان اصفهان قرار دارد و مادهٔ معدنی موجود در آن، خاک صنعتی است.